# Fédération des SCOP du BTP
 (novembre 2021).
 (juin 2023).
Si vous disposez d'ouvrages ou d'articles de référence ou si vous connaissez des sites web de qualité traitant du thème abordé ici, merci de compléter l'article en donnant les références utiles à sa vérifiabilité et en les liant à la section « Notes et références ».
La fédération des SCOP du BTP est un syndicat professionnel français, fondé en 1946, qui réunit les PME indépendantes et participatives en Société coopérative et participative (SCOP) agissant dans le secteur du Bâtiment et travaux publics.

## Histoire
Créée en 1946, la Fédération des SCOP du BTP, est un syndicat professionnel d’employeurs reconnu par les pouvoirs publics. Fédération professionnelle représentative et premier réseau de PME indépendantes et participatives du Bâtiment et des Travaux Publics, elle regroupe plus de 40 métiers et dispose de 10 Fédérations régionales assurant un service de proximité quotidien auprès des Coopératives de BTP sur tout le territoire.
Acteur majeur dans le Bâtiment et les Travaux Publics, la Fédération des SCOP BTP siège dans toutes les instances paritaires, techniques et professionnelles tant au niveau national que régional de sa branche professionnelle. Elle joue également un rôle important au sein du Mouvement Coopératif, mais aussi au niveau européen en siégeant à la CECOP, organisme représentatif des Coopératives Européennes auprès de l’Union Européenne. Elle a[Quand ?] 700 mandats syndicaux.
La politique menée pour promouvoir la RSE auprès des SCOP du BTP s’est traduite notamment par la mise en place en 2012 d’indicateurs de qualité en matière environnementale, sociale et économique permettant d’évaluer l’engagement des SCOP du BTP et la rédaction d’un guide. Elle se poursuivra par la mise en œuvre en 2013 d’une phase de déploiement pratique, concrète et graduée de la RSE auprès de ses adhérents sur les territoires.

## Identités visuelles

Logo de la fédération des SCOP du BTP.
Logo de la fédération des SCOP du BTP.